# 绥渌县
绥渌县，中国旧县名。
1916年由扶南县承审之土忠州土司改置，治所在旧土忠州城（今广西壮族自治区扶绥县西南旧城）。属广西省。1952年撤销，与扶南、同正两县合并，设置扶绥县。迁治今扶绥县驻地新宁镇。 